# Maya (Philosophie)
Maya (Sanskrit माया māyā „Illusion, Zauberei“) ist ein Begriff der indischen Philosophie. Sie gilt als unergründliche Schöpferkraft des absoluten Brahman. Da sie die Erscheinungswelt insgesamt verkörpert, vereint das Konzept der Maya alle Dualitäten in sich und umfasst das positive Wissen (vidya) ebenso wie die negative Unwissenheit (avidya) des Menschen. In den Ausführungen Shankaras wird der Begriff im negativen Sinn verwendet, um eine universelle Täuschung und eine Macht der Verblendung auszudrücken.
Um den illusionären Charakter der Maya herauszustellen, hat sich in der Vedanta-Philosophie die Betonung des negativen Aspekts durchgesetzt.

## Unwissenheit
Es werden zwei negative Aspekte der Maya unterschieden. Einerseits ist sie die verhüllende Kraft, welche die Wahrheit unter einem Schleier verbirgt, und andererseits ist sie die projizierende Kraft, welche dem Menschen die Wahrheit als eine andere Wirklichkeit erscheinen lässt.
Maya wird von den drei Eigenschaften der Weltenergie, den Gunas, gestaltet. Nach Shankara rührt dabei die Verhüllung von der Eigenschaft der Trägheit (tamas) her, und die Projektion entspringt der Eigenschaft leidenschaftlicher Aktivität (rajas).

### Verhüllung
Unwissenheit, oder die Unkenntnis über die wahre Natur des Menschen ebenso wie über die eigentliche Natur der Welt, resultiert dem Vedanta zufolge daraus, dass das eine Absolute oder Brahman durch die vielfältige Erscheinungswelt verhüllt wird. Obwohl dem Vedanta nach der Mensch göttlicher Natur ist, sieht er sich als sterbliches Geschöpf in einer vielgestaltigen Welt aus Name und Form, die durch Zeit, Raum und Kausalität bedingt ist.
Der indische Heilige Ramakrishna setzt diesen verhüllenden Schleier mit dem Egoismus gleich, der wie eine Wolke die Sonne verdeckt. Unwissenheit kann hier als eine Verhüllung der unsterblichen Seele (Atman) durch dessen Identifikation mit Körper, Gedanken und Gefühlen definiert werden. Durch diese Täuschung entsteht der Eindruck, dass das Ich der Handelnde sei; so heißt es in der Bhagavadgita (Vers 3.27): „Alle Arten von Werken werden durch die Erscheinungsformen der Natur [Anm.: die Kraft der māyā] vollzogen; der Mensch, dessen Seele vom Selbstgefühl verwirrt ist, denkt aber: 'Ich bin der Täter'.“ (Radhakrishnan: S. 163)
Da aus Sicht des Vedanta dieses „Ich“ substantiell nicht auffindbar ist, und erst eine aus dieser Identifikation entstandene Sonder-Existenz alle anderen Existenzen möglich werden lässt, wird es mit der illusionären Natur Mayas gleichgesetzt.
Auch in Bezug auf die wechselhafte Erfahrung von spirituell Strebenden findet das Bild des Schleiers Anwendung. Auf Augenblicke von gehobener Stimmung und dem Gefühl der Gegenwart Gottes können Phasen der Trockenheit folgen, als ob der Schleier, der Brahman verdeckt, nur kurz gelüftet worden wäre.

### Projektion
Zur Erklärung der projizierenden Kraft Mayas ist in der Literatur das Bild von der Schlange geläufig, die in der Dunkelheit als Seil wahrgenommen wird. Es stammt von Shankara und ist eine sehr häufig verwendete Metapher in der indischen Philosophie:

„Von seiner Unwissenheit getäuscht, verwechselt der Mensch eines mit dem anderen. Mangel an Unterscheidungskraft lässt ihn eine Schlange für ein Seil halten. Greift er in diesem Glauben nach ihr, so ist er in großer Gefahr. Das Unwirkliche für Wirklichkeit zu halten, schafft den Zustand der Bindung.“

Bezüglich der Einschätzung dieser Erscheinungswelt („Seil“) gibt es in der Hindu-Philosophie unterschiedliche Bewertungen. Die Richtungen des Sankhya, Yoga oder Nyaya weisen der Welt eine objektive Wirklichkeit zu, wogegen Shankara als Vertreter des Advaita-Vedanta ihr keinerlei wirkliche Substanz zugesteht.
Die Beurteilung des Wirklichkeitsgehalts der Maya wird auch vom jeweiligen Standpunkt abhängig gemacht. Vom absoluten Standpunkt aus wird die Welt als identisch mit Brahman angesehen. Ramana Maharshi erachtet es aber im Zustand der Unwissenheit für notwendig, von Maya als einer Täuschung zu sprechen, weil man nur so von der gewohnheitsmäßigen Identifikation mit der Erscheinungswelt wegweisen kann.
Das philosophische Problem, das Relative und das Absolute bzw. das Endliche und das Unendliche zueinander in Beziehung zu setzen, wird im Vedanta durch die Vorstellung einer „Überdeckung“ gelöst. Wie die Schlange vom Seil, so wird Brahman von der vielgestaltigen Welt „überlagert“. Zur Verdeutlichung wird in der Literatur die Metapher vom Kino verwendet. Brahman entspricht der hinter allem stehenden und immer gleichen Leinwand, und der darauf projizierte Film gleicht der sich stetig wandelnden Erscheinungswelt der Maya.
Eine Überlagerung dieser Art findet auch in Form eines Avatars statt (im hinduistischen Denken bspw. Buddha, Christus, Krishna). Er wird als positive Seite der Maya angesehen, da die göttliche Inkarnation durch das Mittel der Manifestation oder Offenbarung versucht, den Menschen von eben dieser Unwissenheit zu befreien. Im Kommentar zum Vers 4.6 der Bhagavadgita heißt es: „Das Ungeborene, Unvergängliche gelangt durch die Macht der Maya zu empirischen Sein. Somit ist Maya auch die Fähigkeit, das Unmögliche Wirklichkeit werden zu lassen.“ (Radhakrishnan: S. 176)

## Widersprüche
Aus der Feststellung, dass Maya einerseits diese Erscheinungswelt offenbart (bzw. projiziert) und gleichzeitig die letzte Wirklichkeit verhüllt, ergibt sich ein Paradoxon, das Shankara als „weder Sein noch Nichtsein“ bezeichnet hat. Die Übersetzung von Maya als Illusion im Sinne von Nichtsein ist fehlerhaft, da sie, ebenso wie die Schlange in der Metapher, erfahrbar ist. Andererseits kann ihr aufgrund ihrer Relativität auch kein absolutes Sein zugesprochen werden. Swami Vivekananda sagt darüber:

„'Diese Welt hat keine Existenz.' Damit ist gemeint, sie habe kein unbedingtes Dasein, da sie nur in unserer Sinnesvorstellung besteht. Diese Welt wird durch unsere fünf Sinne wahrgenommen und wir müssten eine völlig andere Vorstellung von ihr haben, wenn wir einen oder einige Sinne mehr hätten; deshalb hat sie keine wirkliche, unveränderliche, unbewegliche, unendliche Existenz. Ebenso wenig kann man aber von Nicht-Existenz sprechen, da sie ja da ist, und wir in ihr und durch sie wirken. Sie ist eine Mischung von Sein und Nichtsein.“

Diese unbestimmbare Mischung aus Existenz und Nicht-Existenz hat für den in der Maya lebenden Menschen fundamentale Widersprüche zur Folge. Swami Sivananda verdeutlicht sie anhand von Beispielen:

„Du weißt, dass du sterben wirst, und doch denkst du, du wirst ewig leben. Das ist Maya. Du weißt, dass die Welt voller Leiden ist, und doch erfreust du dich an den vergänglichen Objekten und gibst sie nicht auf. Das ist Maya. Du weißt, dass der Körper einer Frau aus allen möglichen Unreinheiten besteht, aus Fleisch, Knochen, Urin und Fäkalien, und doch genießt du ihre Umarmung. Das ist Maya.“

Swami Vivekananda bezeichnet das Maya-Konzept des Vedanta als weder idealistisch noch realistisch, und auch nicht als eine die Welt erklärende Theorie, sondern als Feststellung gegebener Tatsachen, dass die Grundlage unseres Daseins der Widerspruch ist.

## Ausweg
Maya als universelles Prinzip wird als anfangs- und endlos angesehen. Die persönliche Unwissenheit (avidya) kann nach dem Vedanta aber restlos überwunden werden. Dazu solle man sich der positiven Attribute des Wissens (vidya) bedienen. Bei Shankara findet sich als erste Notwendigkeit, um den Schleier zu entfernen, die Kraft der Unterscheidung zwischen Wirklichem und Unwirklichem, gefolgt von dem Verzicht auf die Früchte der Handlungen, um die Ichhaftigkeit abzuschwächen. Vivekananda hebt in seiner Rede „Maya und Freiheit“ das intensive Verlangen nach Befreiung hervor, und in der Bhagavadgita wird die Schwierigkeit einer Überwindung der Maya herausgestellt und die Notwendigkeit der Zuflucht zu Gott betont.
Ein direkter Weg, um diese Welt aus Namen und Formen zu überwinden, wird als „praktischer Vedanta“ bezeichnet. Dabei wird angeraten, die Maya-Überdeckung wiederum mit Brahman zu überdecken. Swami Vivekananda sagt darüber, man brauche Ehepartner und Kinder nicht zu verlassen, sondern solle Gott in ihnen sehen.
Obwohl in der Darstellung der negative Aspekt der Maya überwiegt, wird keine Tatenlosigkeit angeraten, um den Dualismen der Erscheinungswelt zu entgehen. Nach Vivekananda solle der Mensch Gutes tun, um selbst glücklich sein zu können, und auch die gelassene Erfüllung der Pflichten wird von ihm als Möglichkeit gesehen, den Widersprüchen zu entrinnen. Bei Ramakrishna findet sich die Unterscheidung zwischen Maya und Daya (Barmherzigkeit). Durch den Dienst am Nächsten solle die Tugend der Reinheit gestärkt und so die Bindung an die Welt verringert werden.

## Weiteres
Der Maya-Begriff taucht in den indischen Schriften bereits im Rigveda (z. B. 6.47.18) auf, ebenso wie im Mahabharata und im Ramayana als Dämon (Asura) und in vielen Upanischaden. Verwendet wird dort der Begriff überwiegend im Sinne von Magie, Zauberkraft und Offenbarung der Schöpferkraft Brahmans (Shakti).
Der Heilige Ramakrishna sah Maya als eine Macht der göttlichen Mutter Kali. In diesem Kontext wird die Göttin auch „Mahamaya“ genannt und als kosmische Zauberin angesehen, die diese Welt hervorbringt und den Menschen gemäß ihrer Gnade Befreiung gewährt.
Im Buddhismus ist Maya der Name von Buddhas Mutter. (s. Digha Nikāya 14.4)